# Bernard Heidsieck
Bernard Heidsieck (* 28. November 1928 in Paris; † 22. November 2014 ebenda) war einer der ersten französischen Lautdichter. Er stand dem Beat, Fluxus und Minimalismus nahe.

## Leben und Werk
Bernard Heidsieck wurde 1928 in die 1785 gegründete Champagner-Dynastie Heidsieck & Co hineingeboren. Er war stellvertretender Direktor der Banque Française du Commerce Extérieur in Paris und Direktor der Commission Poésie am Centre National du Livre. Heidsieck heiratete 1951 Françoise Janicot (* 1929) und hatte mit ihr zwei Kinder.
1955 komponierte Heidsieck die ersten Lautgedichte, die Poèmes-Partitions und widmete sich seit 1962 zudem der Action Poetry. Zwischen 1966 and 1969 komponierte er die Biopsies, seit 1969 die Passepartouts. Vaduz-Capital of Liechtenstein (1974) ist eines seiner bekanntesten Werke.

## Auszeichnungen
- 1991 Poetry International Prize
- 2009 Antonio-Delfini-Preis für sein Lebenswerk[5]